# Georges Langford
Pour les articles homonymes, voir Langford.
Georges Langford (Pictou, Nouvelle-Écosse, 1948 - ) est un auteur-compositeur-interprète madelinot. Il est l'auteur de la version originale de la chanson Le Frigidaire, dont Tex Lecor a popularisé une forme modifiée.

## Biographie
Georges Langford est né à Pictou en Nouvelle-Écosse en 1948. Il grandit à Havre-aux-Maisons sur l'archipel des Îles de la Madeleine au Québec et poursuit ses études à Bathurst, au Nouveau-Brunswick, où il écrit ses premières chansons. Il ouvre L'Astrid et Le Vieux Quai, deux boîtes à chanson aux Îles de la Madeleine. En 1971, il compose la musique et est de la distribution du film La noce n'est pas finie, produit par l'ONF, et effectue des tournées dans les provinces de l'Atlantique.
Il s'installe à Montréal en 1970, où il fait la tournée des boîtes à chansons. En 1971, Tex Lecor donne un succès international à sa chanson Le Frigidaire en l'interprétant en 10 langues, mais avec un refrain plutôt différent (« Tant qu'il me restera quelque chose dans le frigidaire [...] Un beau matin, on mettra du beurre sur notre pain » au lieu de « Tant que je pourrai toffer dans le frigidaire », c'est-à-dire une ville froide, « Un beau matin, on s'en retournera chez les marins », c'est-à-dire aux Îles).
Il réalise en 1973 un documentaire agricole pour l'ONF, « Le chant du tracteur ». La pièce-titre paraît sur l'album Acadiana en 1975.
En 1976, il compose la musique du film Ti-Cul Tougas, tourné aux Îles-de-la-Madeleine, réalisé par Jean-Guy Noël, ce long-métrage remportera un prix L.-E.-Ouimet-Molson la même année,.
Il collabore avec plusieurs artistes marquants de la décennie 1970 au Québec tels que Claude Lafrance et Michel McLean (Les Karrik), Louise Forestier, Jean-Guy Moreau ou Michel Rivard,
En 1981, Langford devient directeur de la programmation à CFIM, la radio communautaire des Îles de la Madeleine.
En 2017, il est le sujet d'une capsule de La Fabrique culturelle intitulée Georges Langford. Un homme de lettres qui fait rayonner son Acadie.

## Discographie
- 1973: Arrangez-vous pour qu'il fasse beau[11]Arrangez-vous pour qu'il fasse beau

1. Thunder Bay
2. Derrière
3. Le Frigidaire
4. La Butte
5. La vieille brosse en Acadie
6. La Coupe Stanley
7. Les Pinces
8. Le Cowboy dans la lune
9. Le 15 de Mai
10. Jos misère

- 1975: Acadiana[12]Acadiana

1. Du fond du bassin
2. Le chant du tracteur
3. Si l'avion
4. La femme du président
5. L'Écossaise
6. Le tour des maisons
7. Claire de la dune
8. Jusqu'au bout de la mer
9. La vieille maison a Simon
10. La complainte des Lebel
11. Acadiana

- 1977: Bluenose[13]Bluenose

1. Bluenose
2. Le voyageur et son étoile
3. Espérances et Printemps
4. La dernière Pêche
5. La vie sans amour
6. Marins de Normandie
7. Nathaël
8. Astre propice au Marin
9. Arrivé dans la ville
10. Le voyage

- 1978:  Le Chemin des trois maisons[14]Le Chemin des trois maisons

1. Le chemin des trois maisons
2. Allô ! La Calypso ?
3. Le péril Jaune
4. La Danaë
5. Les Insulaires
6. Le réel de l'animation
7. Le vieux Philippe
8. L'enfant du Stade
9. Saulnierville
10. Cortèges

- 2003: Il n'y a qu'une histoire[15]Il n’y a qu'une histoire

1. Il n’y a qu'une histoire
2. 48 degrés et des Étoiles
3. Le Premier Voyageur
4. Le Rocher-aux-Oiseaux
5. Le Havre qu'est G'lé
6. Haro sur l'étrangère
7. Y a-t-il quelqu’un ?
8. Le Rêve de Lili
9. Sur une plage
10. L' Hiver en personne
11. La Butte

- 2003: Collection Souvenir - Les grands succès de Georges Langford (Remasterisation des deux premiers albums)[9]

## Chansons célèbres
- Acadiana
- Le chemin des trois maisons
- Le Frigidaire
- Le péril jaune
- Thunder Bay
- L'écossaise

## Distinctions
- 1992: Prix Jovette-Bernier (décerné par le Salon du livre de Rimouski), pour son livre Le premier voyageur[21],[22]
- 2001: Grand prix du festival international de poésie Ronald-Gasparic, pour l'ensemble de son œuvre[22],[23]
- 2007: Intronisation de la chanson Le Frigidaire au Panthéon des auteurs et compositeurs canadiens[24]
- 2010: Prix à la création artistique du Conseil des arts et des lettres du Québec[25]
- 2015: Médaille Léger-Comeau (décernée par la Société nationale de l'Acadie)[26]
- 2021: Médaille de l'Assemblée nationale du Québec, pour l'ensemble de son œuvre[27]